# Castro Pretorio (metrostation)

Castro Pretorio is een metrostation in de Italiaanse hoofdstad Rome. Het station werd geopend op 8 december 1990 en wordt bediend door de lijnen B en B1 van de metro van Rome. De naam van het station verwijst naar het legerkamp, Castra Praetoria, van de Pretoriaanse garde dat hier lag in het oude Rome.  

## Geschiedenis
In het metroplan van 1941 was Castro Pretorio al het eerste metrostation ten noordoosten van Termini aan lijn B. De perrons lagen daarin noord-zuid omdat de lijn verder zou lopen naar Piazzale di Porta Pia. In 1982 werd gekozen voor een traject via de Piazza Bologna in plaats van onder de Via Nomentana. Hierdoor liggen de gerealiseerde perrons noordoost-zuidwest en loopt de geboorde tunnel onder het voormalige legerkamp door. In verband met de vervanging van de roltrappen werd het station op 5 oktober 2020 gesloten.

## Ligging
Het station ligt onder het kruispunt van de Viale Castro Pretorio met de via San Martino della Battaglia, in de wijk Castro Pretorio. De toegang ligt aan de oostkant van het kruispunt voor de ingang van de Nationale Centrale Bibliotheek van Rome die sinds 1975 op het terrein van het voormalige legerkamp gevestigd is.